# Quime
Quime è un comune (municipio in spagnolo) della Bolivia nella provincia di Inquisivi (dipartimento di La Paz) con 7.118 abitanti (dato 2010).

## Cantoni
Il comune è suddiviso in 4 cantoni (popolazione 2001):
- Choquetanga – 2.537 abitanti
- Figueroa – 149 abitanti
- Huaña Cota – 69 abitanti
- Quime – 4.583 abitanti